# Liste des interstates à Hawaï
Les autoroutes interstates sur l'île d'Oʻahu sont indiqués par le bouclier standard sur lequel la lettre "H-" est ajoutée en préfixe. Elles sont des autoroutes construites selon les mêmes standards que les 70 autoroutes dans les États voisins.

## Liste des autoroutes principales
| Numéro | Longueur (mi) | Longueur (km) | Terminus sud / ouest | Terminus nord / est      | Créée | Notes |
| ------ | ------------- | ------------- | -------------------- | ------------------------ | ----- | ----- |
| H-1    | 27,16         | 43,71         | Route 93 à Kapolei   | Route 72 à Honolulu      | 1960  |       |
| H-2    | 8,33          | 13,41         | H-1 à Pearl City     | Route 99 à Wahiawa       | 1960  |       |
| H-3    | 15,32         | 24,66         | H-1 / H-201 à Halawa | Marine Corps Base Hawaii | 1997  |       |
|        |               |               |                      |                          |       |       |

## Liste des autoroutes auxiliaires
| Numéro | Longueur (mi) | Longueur (km) | Terminus sud / ouest | Terminus nord / est | Créée | Notes                           |
| ------ | ------------- | ------------- | -------------------- | ------------------- | ----- | ------------------------------- |
| H-201  | 4,08          | 6,56          | H-1 à Halawa         | H-1 à Honolulu      | 1989  | Indiquée Route 78 jusqu'en 2004 |
|        |               |               |                      |                     |       |                                 |